# Melodi Grand Prix
Der Melodi Grand Prix ist der norwegische Vorentscheid für den Eurovision Song Contest. Der Wettbewerb fand erstmals im Jahr 1960 statt.

## Geschichte
Im Dezember 1959 schrieb der norwegische Rundfunk Norsk rikskringkasting (NRK) erstmals eine Suche nach Liedern, die potenziell am Eurovision Song Contest 1960 teilnehmen sollten, aus. Aus den über 300 Einreichungen wurden Lieder für den ersten Melodi Grand Prix ausgewählt. Diesen gewann die Sängerin Nora Brockstedt mit dem Lied Voi voi.
Der Name des Vorentscheids wurde von seinem dänischen Äquivalent Dansk Melodi Grand Prix übernommen. Der Name des dänischen Wettbewerbs war wiederum vom französischen Namen Eurovision Grand Prix abgeleitet. Der norwegische Vorentscheid fand seitdem bis auf drei Mal jährlich statt:
- 1970: Norwegen nahm wie die anderen skandinavischen Länder aus Protest nicht teil.
- 1991: Die Gruppe Just 4 Fun wurde durch NRK intern ausgewählt.
- 2002: Norwegen musste zum ersten und zum einzigen Mal aufgrund der schlechten Platzierung 2001 eine Zwangspause einlegen.

Der Melodi Grand Prix wurde in den ersten sechs Jahren von Odd Grythe moderiert. Im Jahr 1965 versuchte man erstmals, den Gewinnerbeitrag von den Fernsehzuschauern bestimmen zu lassen. Als Abstimmungsmedium nahm man Postkarten. Dadurch verzögerte sich die Abstimmung um eine Woche und diese galt als nicht mehr spannend. Die Produzenten griffen deshalb in den Folgejahren wieder auf eine Jury zurück. In den 1990er-Jahren begann man einen erneuten Versuch, eine Zuschauerabstimmung zu ermöglichen. Ab 1997 nahm man ein Telefonvoting als Grundlage für die Entscheidung, in den ersten beiden Jahren brach dabei jeweils das Telefonnetz zusammen. Im späteren Verlauf wurde teilweise wieder auf Jurys als Ergänzung zu den Zuschauerstimmen zurückgegriffen. Im Jahr 2017 bediente man sich erstmals auch an internationalen Fachjurys.
Am häufigsten als Moderator im Einsatz war Kåre Magnus Bergh, der zwischen 2015 und 2022 die Show in acht Jahren am Stück moderierte. Von 1960 bis 1965 und damit sechs Mal moderierte Odd Grythe. In den fünf Ausgaben von 2008 bis 2012 wirkte Per Sundnes als Moderator mit.

## Erfolge

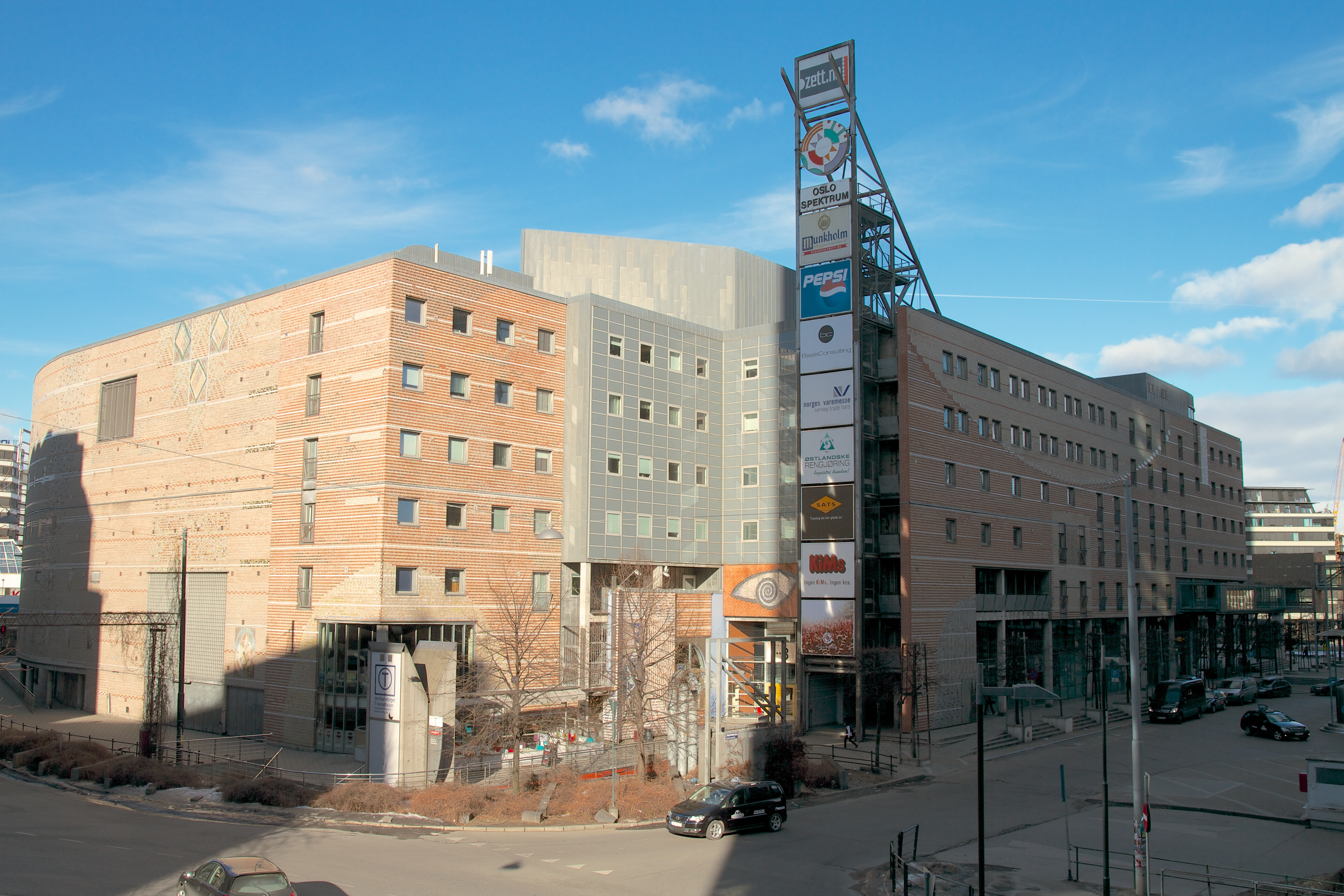
Austragungsort des Melodi Grand Prix

### Erfolgreiche Teilnahmen beim Eurovision Song Contest
Interpreten, die bei dem Eurovision Song Contest nach ihrer Teilnahme an den Melodi Grand Prix mindestens den fünften Platz erreicht haben:
| Jahr | Interpret            | Lied Musik (M) und Text (T)                                                          | Platz |
| ---- | -------------------- | ------------------------------------------------------------------------------------ | ----- |
| 1960 | Nora Brockstedt      | Voi Voi M/T: Georg Elgaaen                                                           | 4.    |
| 1966 | Åse Kleveland        | Intet er nytt under solen M/T: Arne Bendiksen                                        | 3.    |
| 1985 | Bobbysocks           | La det swinge M/T: Rolf Løvland                                                      | 1.    |
| 1988 | Karoline Krüger      | For vår jord M: Anita Skorgan; T: Erik Hillestad                                     | 5.    |
| 1993 | Silje Vige           | Alle mine tankar M/T: Bjørn-Erik Vige                                                | 5.    |
| 1995 | Secret Garden        | Nocturne M: Rolf Løvland; T: Petter Skavlan                                          | 1.    |
| 1996 | Elisabeth Andreassen | I evighet M/T: Torhild Nigar                                                         | 2.    |
| 2003 | Jostein Hasselgård   | I'm Not Afraid to Move On M/T: Arve Furset, VJ Strøm                                 | 4.    |
| 2008 | Maria Mittet         | Hold On Be Strong M/T: Mira Craig                                                    | 5.    |
| 2009 | Alexander Rybak      | Fairytale M/T: Alexander Rybak                                                       | 1.    |
| 2013 | Margaret Berger      | I Feed You My Love M/T: Karin Park, Robin Lynch, Niklas Olovson                      | 4.    |
| 2023 | Alessandra           | Queen of Kings M/T: Alessandra Mele, Henning Olerud, Linda Dale, Stanley Ferdinandez | 5.    |

## Austragungsorte
Der Melodi Grand Prix findet seit seiner Erstausstrahlung im Jahre 1960 überwiegend in der norwegischen Hauptstadt Oslo statt.

### Halbfinale

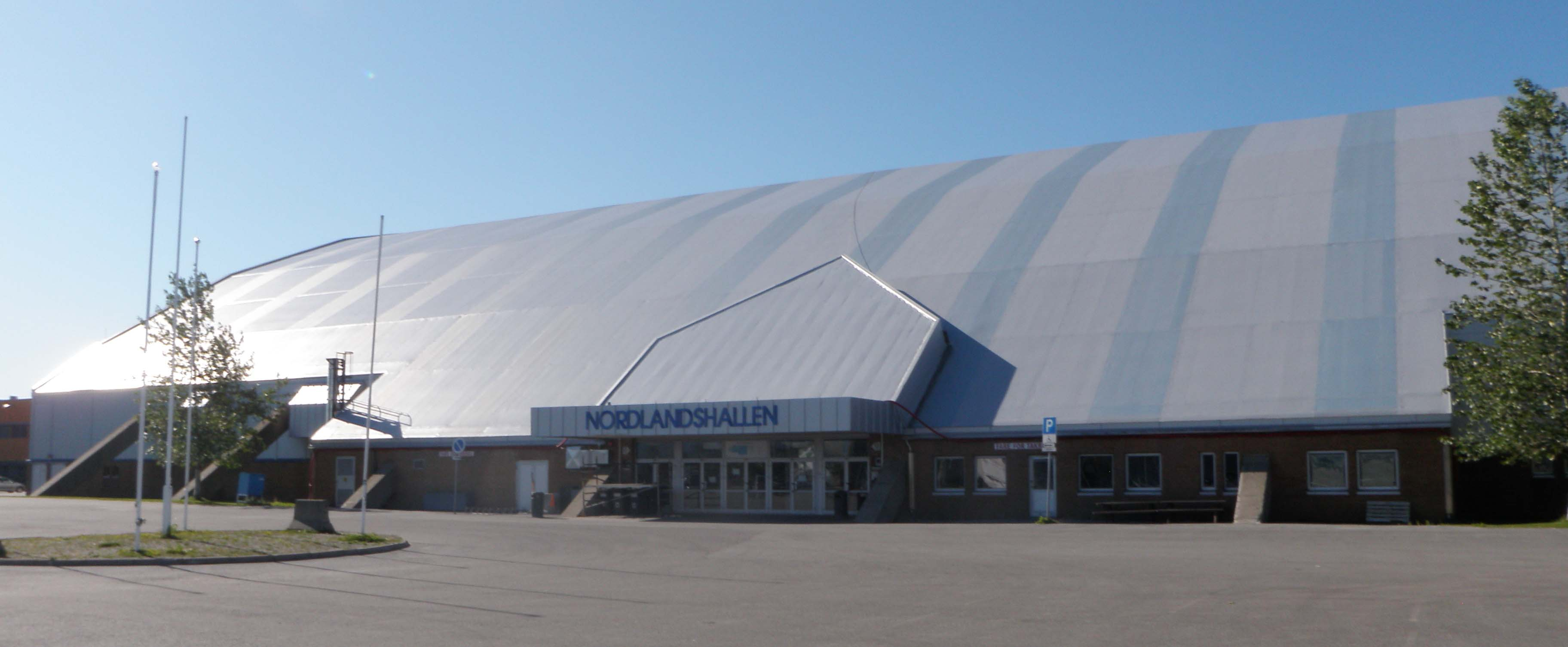
Im Bodø Spektrum fand bisher fünfmal ein Halbfinale statt.

Zwischen den Jahren 2006 und 2014 fanden in unterschiedlichen Städten Norwegens Halbfinale statt. Zwischen 2020 und 2024 wurden wieder Halbfinale ausgetragen.
| Anzahl | Ort         | Austragungsort                                  | Jahr                       |
| ------ | ----------- | ----------------------------------------------- | -------------------------- |
| 5      | Bodø        | Bodø Spektrum                                   | 2006–2010                  |
| 3      | Bærum       | H3-Arena                                        | 2020–2022                  |
| 3      | Florø       | Florø Idrettssenter                             | 2011–2013                  |
| 3      | Ørland      | Ørland hovedflystasjon, Hangar E                | 2010–2012                  |
| 3      | Skien       | Skien Fritidspark                               | 2009–2011                  |
| 2      | Alta        | Finnmarkshallen                                 | 2006–2007                  |
| 2      | Bærum       | H3-Arena                                        | 2020–2022                  |
| 2      | Kongsvinger | Kongsvinger Hall                                | 2008, 2009                 |
| 2      | Larvik      | Arena Larvik                                    | 2012, 2013                 |
| 2      | Oslo        | Oslo Spektrum                                   | 2006, 2007 (Siste Sjansen) |
| 2      | Oslo        | Screen Studio                                   | 2023, 2024                 |
| 2      | Sarpsborg   | Sparta Amfi                                     | 2010, 2011 (Siste Sjansen) |
| 1      | Ålesund     | Sunnmørshallen                                  | 2009 (Siste Sjansen)       |
| 1      | Bergen      | Framohallen                                     | 2006                       |
| 1      | Oslo        | Stratos Conference and Banqueting Folketeateret | 2008 (Siste Sjansen) 2014  |
| 1      | Stokke      | Brunstad Conference Center                      | 2007                       |
| 1      | Stavanger   | Sandvigå                                        | 2008                       |
| 1      | Steinkjer   | Campus Steinkjer                                | 2013                       |

### Finale

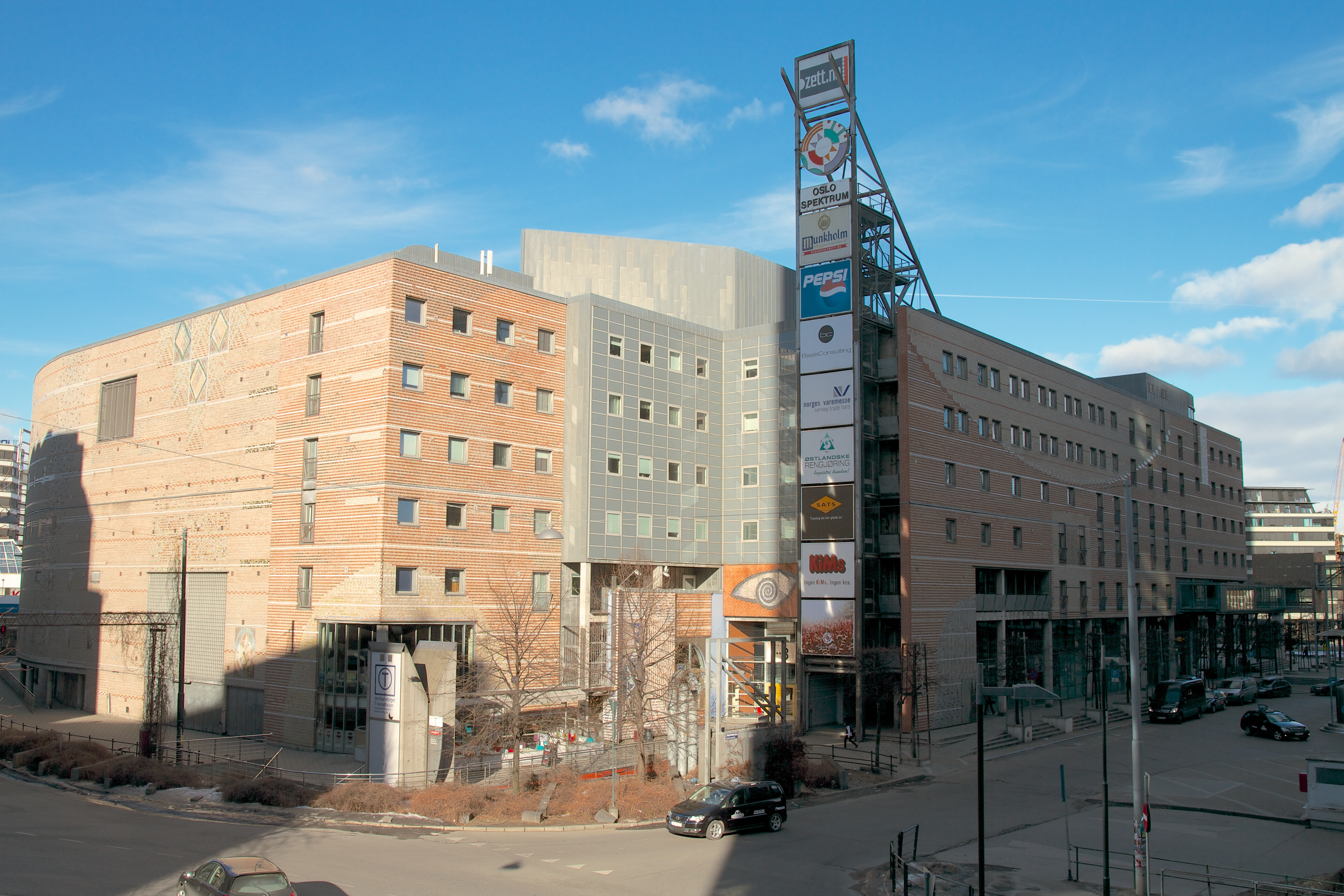
Das Oslo Spektrum, in dem bis 2019 regelmäßig das Finale stattfand.

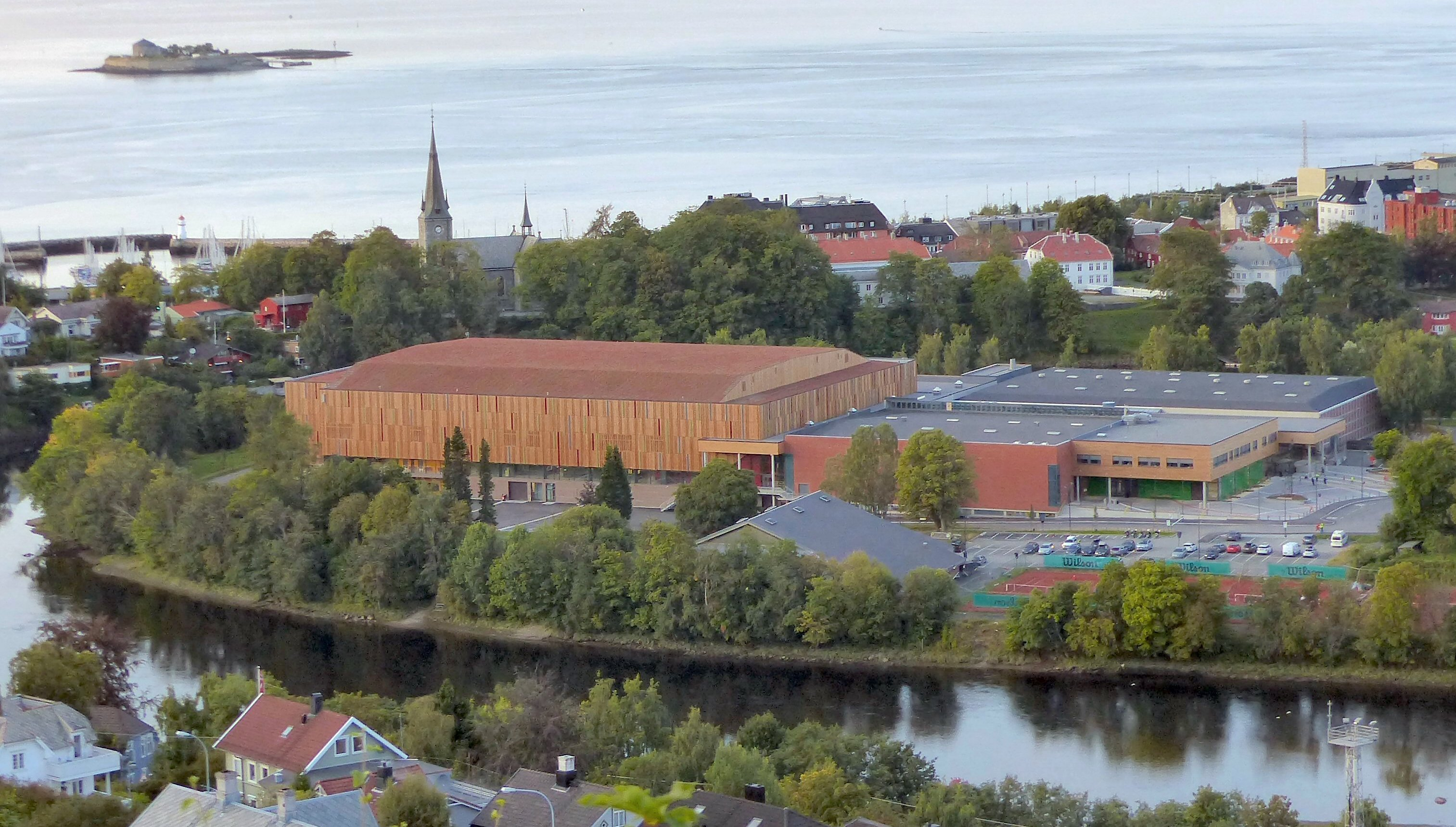
Im Trondheim Spektrum fand 2020 zum ersten Mal das Finale statt.

Das Finale fand bisher 55 Mal in Oslo statt. Jeweils zweimal fand das Finale außerhalb der Hauptstadt in Bærum, Stavanger sowie Trondheim statt.
| Anzahl | Ort       | Austragungsort          | Jahr                               |
| ------ | --------- | ----------------------- | ---------------------------------- |
| 55     | Oslo      | Oslo Spektrum           | 1992, 1994, 2001, 2003–2019, 2025  |
| 55     | Oslo      | NRK Studio 2            | 1977–1982, 1995–1999               |
| 55     | Oslo      | NRK Studio 1            | 1971, 1972, 1974–1976, 1983, 2000  |
| 55     | Oslo      | Chateau Neuf            | 1973, 1984, 1985, 1987, 1988, 1993 |
| 55     | Oslo      | Store Studio            | 1960, 1962, 1963, 1965, 1969       |
| 55     | Oslo      | Centralteatret          | 1966–1968                          |
| 55     | Oslo      | NRK Studio A            | 1961, 1964                         |
| 55     | Oslo      | Hotel Royal Christiania | 1990                               |
| 3      | Trondheim | Trondheim Spektrum      | 2020, 2023, 2024                   |
| 2      | Bærum     | H3-Arena                | 2021, 2022                         |
| 2      | Stavanger | Stavangar Forum         | 1986, 1989                         |